# Hebecephalus chandleri
Hebecephalus chandleri är en insektsart som beskrevs av Hamilton 1998. Hebecephalus chandleri ingår i släktet Hebecephalus och familjen dvärgstritar. Inga underarter finns listade i Catalogue of Life.